# Flechtwerkgestalter

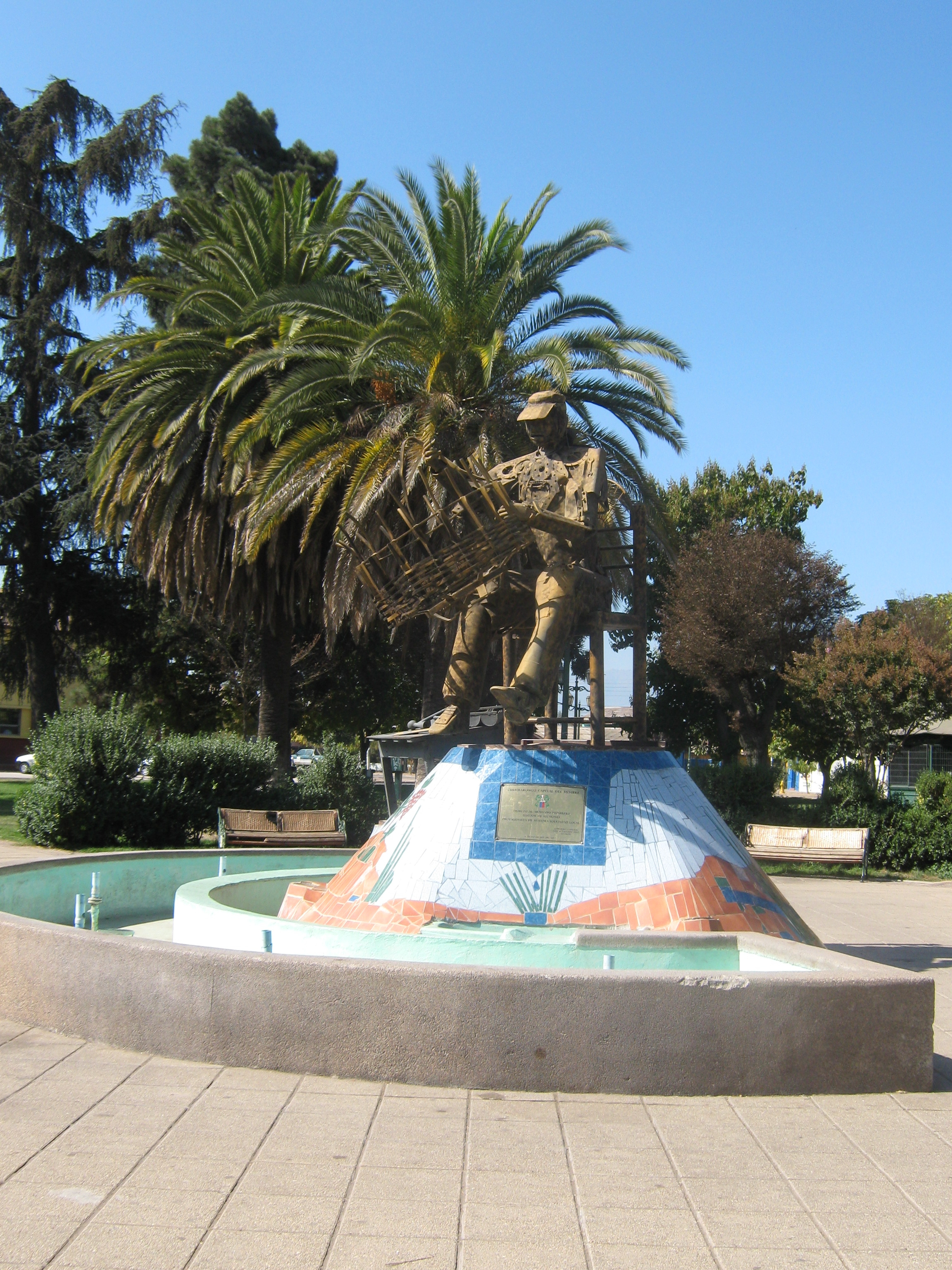

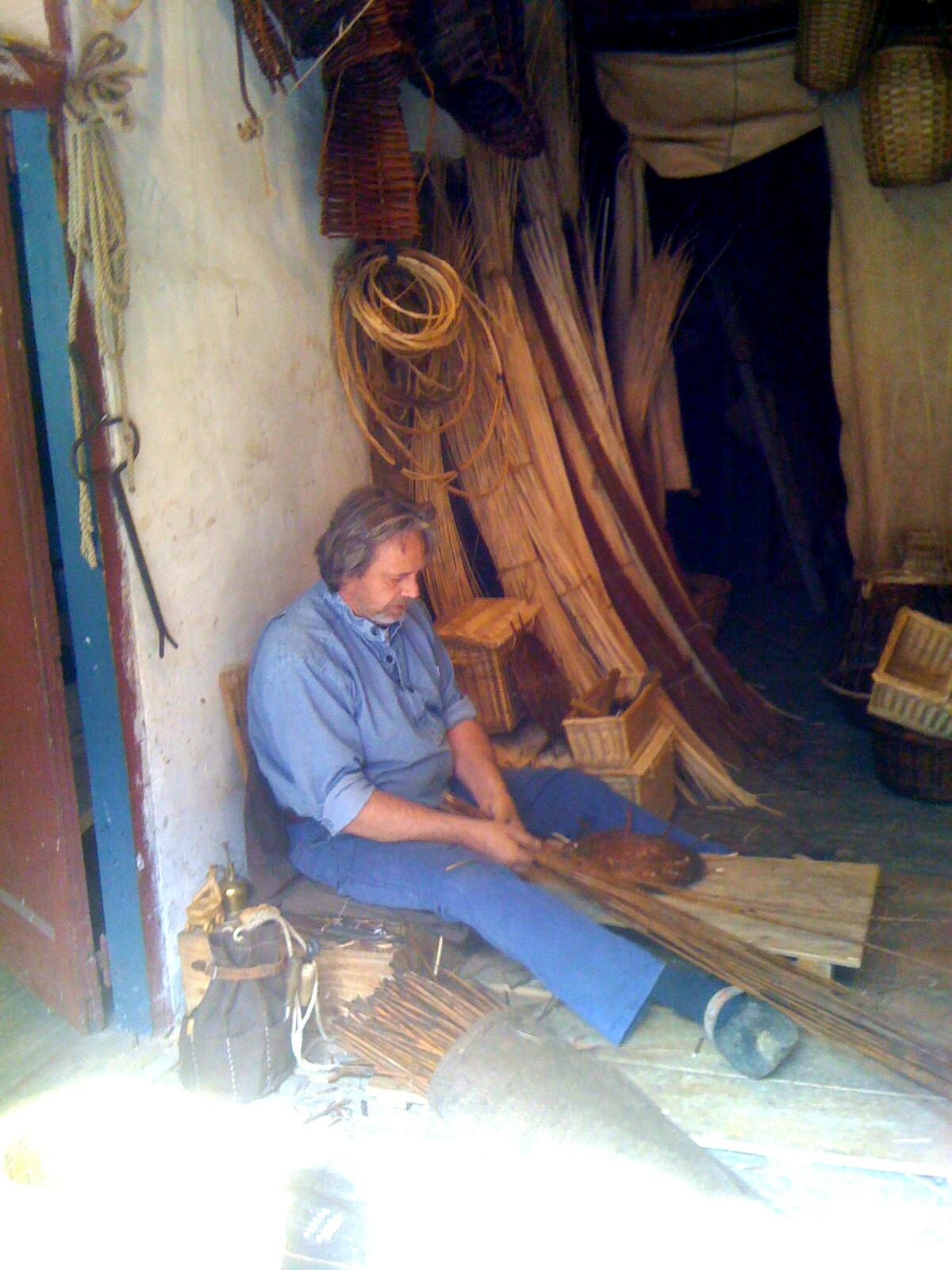
Korbmacher im Zuiderzeemuseum Niederlande

Flechtwerkgestalter ist ein staatlich anerkannter Ausbildungsberuf nach Berufsbildungsgesetz und Handwerksordnung. 

## Berufsbild
Der Beruf ersetzt seit dem 1. August 2006 den Ausbildungsberuf des Korbmachers. Die Geschichte dieses Handwerks reicht bis in die mittlere Steinzeit zurück. Flechtwerkgestalter fertigen Körbe, Flechtmöbel und Kunstgegenstände durch Flechten von Materialien wie z. B. Weidenruten oder Rattan.

## Ausbildung
Zentrum des deutschen Flechthandwerks ist die Stadt Lichtenfels, wo sich die einzige Fachschule für Korbflechterei in Deutschland befindet und jedes Jahr im September der Korbmarkt stattfindet. Die Ausbildung zum Flechtwerkgestalter gibt es dual sowie schulisch. Während die Auszubildenden bei der dualen Ausbildung eine Ausbildungsvergütung beziehen, ist die schulische Ausbildung unvergütet.
Die duale Ausbildung zum Flechtwerkgestalter dauert in der Regel drei Jahre. Im ersten Ausbildungsjahr steht dabei vor allem die Vermittlung handwerklicher Kenntnisse im Fokus, während in den beiden anderen Jahren auch kreatives Arbeiten gefördert wird. Dazu gehört beispielsweise die Anfertigung von Zeichnungen per Hand am Computer.